# Janet Simpson
Janet Simpson, född 2 september 1944 i Barnet i Storlondon, död 14 mars 2010, var en brittisk friidrottare.
Simpson blev olympisk bronsmedaljör på 4 x 100 meter vid sommarspelen 1964 i Tokyo.